# Jez Dobroslavice
Jez Dobroslavice, nazývaný také spádový stupeň Dobroslavice, Hlučínský Jez nebo Jez Děhylov, je jez na řece Opava na 8,54 říčním kilometru. Nachází se u přírodní památky Jilešovice-Děhylov v Dobroslavicích v okrese Opava v Moravskoslezském kraji. Jez je postaven z železobetonu a kamene.

## Další informace
Na levé straně toku je 2 m úzká rybí propust. Jez má parabolickou spádovou desku. Na pobřežní části je osazen bezpečnostním zábradlím a varovnými informačními tabulemi. Jez přímo nelze bezpečně proplout a je pro vodáky vysoce nebezpečný, avšak za příznivého stavu vody, lze proplout rybí propustí. Vstupovat na jez není dovoleno.

## Galerie

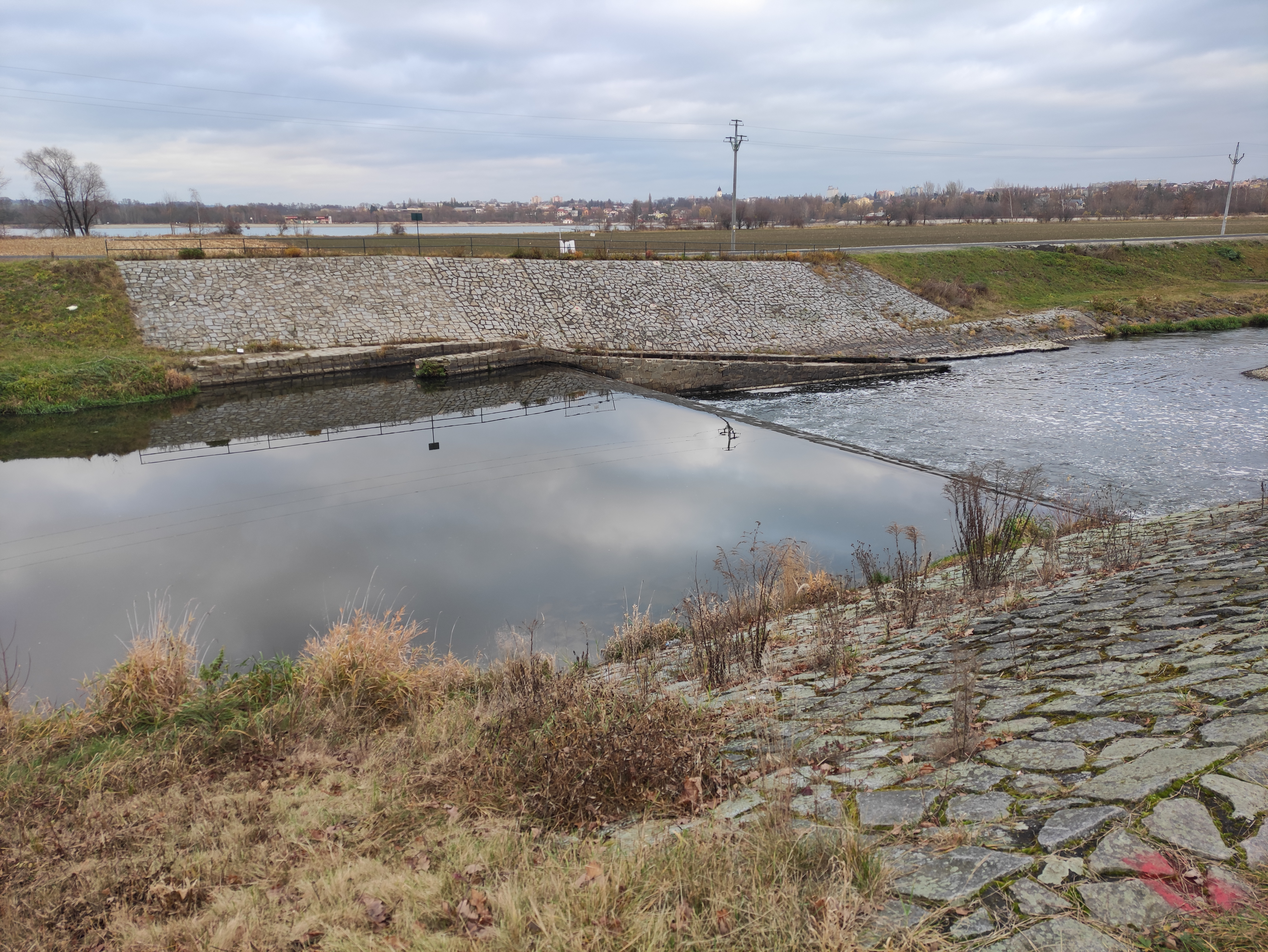
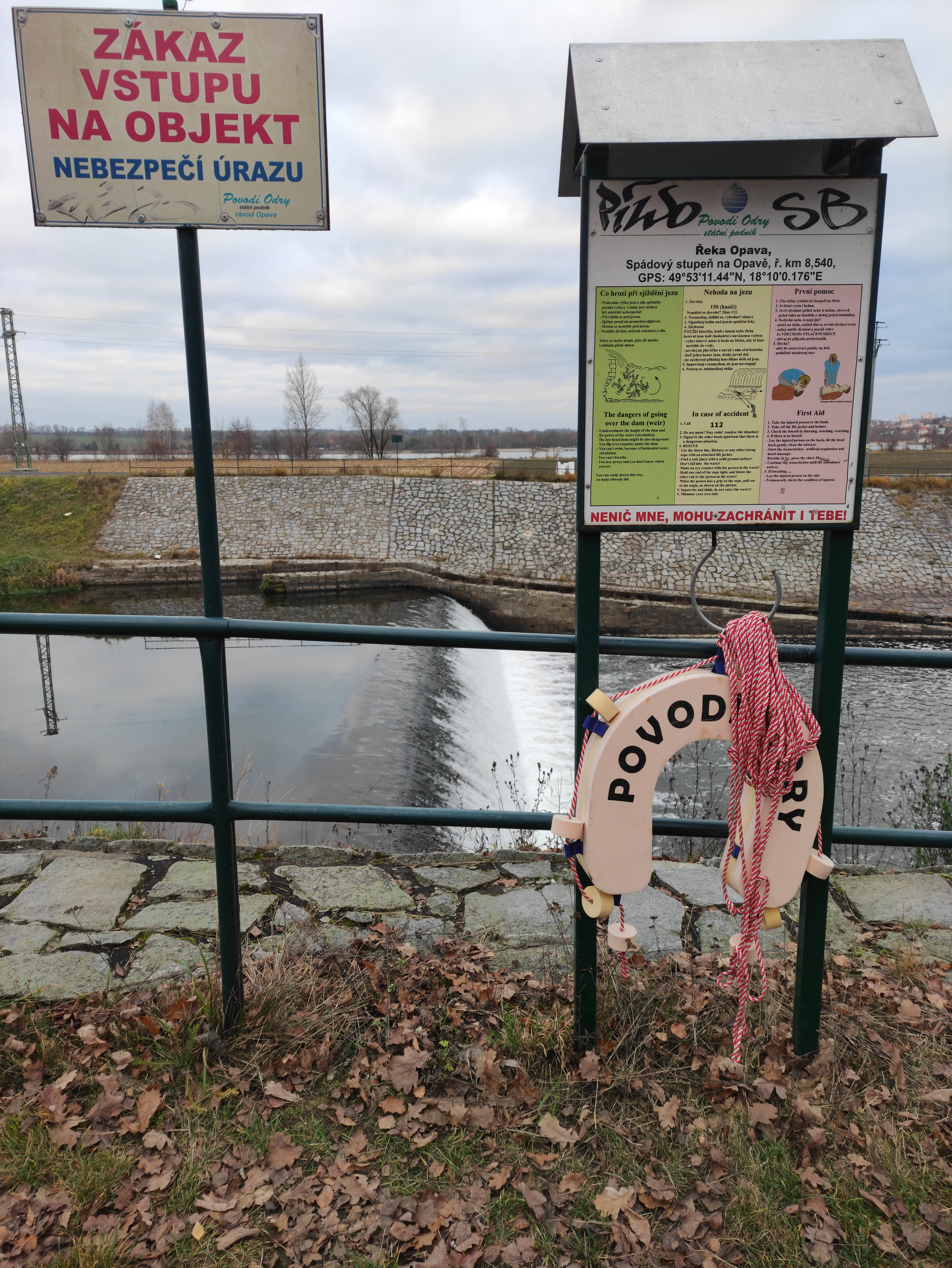